# Владислав Боберський
Владислав Боберський (пол. Władysław Boberski, 23 лютого 1846 — 25 листопада 1891, м. Тернопіль) — польський педагог, ботанік, директор Тернопільської чоловічої учительської семінарії.

## Життєпис
Народився 23 лютого 1846 року в с. Пилатківці (за іншими даними, в с. Пищатинці, обидвоє сіл знаходилися в складі Королівства Галичини і Володимирії, Австрійська імперія, нині Борщівський район, Тернопільська область, Україна). Батько — Ян Боберський, матір — дружина батька Філіппіна Мяновська.
У Львові закінчив гімназію та філософський виділ місцевого університету. 1868 року призначений вчителем гімназії в м. Тарнів, у 1872 — старшим учителем Тернопільської чоловічої вчительської семінарії. Склавши іспит з природничої та математико-фізичної групи предметів, отримав призначення окружним інспектором народних шкіл у Львові, де також був ініціатром заснування Педагогічного музею. Через рік (у 1885) повернувся до Тернополя на посаду директора місцевої чоловічої вчительської семінарії.
Помер 25 листопада 1891, м. Тернопіль (нині Україна).

## Праці
- Przyczynek do lichenologicznej flory Galicyi ze szczególnem uwzględnieniem galicyjskiego Podola ("1885)
- Drugi przyczynek do flory lichenologicznej w Galicyi (1885)
- Systematische _bersicht der Flechten Galiziens (1886)
- Czwarty przyczynek do lichenologii Galicyi (1892)
- Poglądy na powstawanie gór i lądów (1882)
- Glowne zasady praktycznego ksztalcenia kandydatow w seminaium nauczycielskim, (Золочів, 1899[3]).